# Giovanni da Taranto
Giovanni da Taranto (Taranto, ... – ...; fl. 1304) è stato un pittore italiano.

## Opere
- San Domenico e dodici storie della sua vita (Napoli, Museo nazionale di Capodimonte);
- Madonna delle Vergini, attribuita (Bari, Pinacoteca metropolitana);
- Madonna delle Vergini, attribuita (Cosenza, chiesa del Monastero delle Vergini);
- Madonna della Grazie di Pozzano, attribuita (Castellammare di Stabia, Basilica di Santa Maria di Pozzano).